# Fissicrambus verselias
Fissicrambus verselias là một loài bướm đêm trong họ Crambidae.